# الزرارية
الزرارية هي بلدة لبنانية من قرى قضاء صيدا، في محافظة الجنوب. 
يرجع إسم الزرارية إلى زرارة بن أعين وهو أحد الرواة الثقاة عند الـشيعة اثنا عشرية وقد ورد أنه دفن فيها. وقيل أن إسمها يرجع إلى اللغة الآرامية(zerarya) وهو الشوك.
أول مجلس بلدي فيها سنة 1963. أما المجلس البلدي الحالي الذي تم سنة 2016 برئاسة الدكتور عدنان جزيني.
تحدّ البلدة من الغرب بلدتَي ارزي والخرايب ومن الشمال بلدة أنصار ومن الشرق بلدة بريقع ومن الجنوب بلدتَي طيرفلسيه والحلوسية ونهر الليطاني .

## من علمائها
الشيخ باقر بن الشيخ حسين مروة العاملي الزراري: عالم فاضل، توفي عام 1303 هـ في الكاظمية ودفن في النجف.